# Ošelj
Ošelj – wieś w Słowenii, w gminie Slovenska Bistrica. W 2018 roku liczyła 78 mieszkańców.